# Meggan
Meggan Puceanu, alias Meggan est une super-héroïne évoluant dans l'univers Marvel de la maison d'édition Marvel Comics. Créé par le scénariste Alan Moore et le dessinateur Alan Davis, le personnage de fiction apparaît pour la première fois dans le comic book Mighty World of Marvel #7 en 1983, une publication de Marvel UK.
Son origine a été racontée par les mêmes auteurs dans Captain Britain (vol. 2) #8 (août 1985) et sa première apparition dans un comics américain date de New Mutants Annual #2 en 1986.

## Biographie du personnage

### Origines
Née dans une tempête de neige, dans une famille Rom installée au Royaume-Uni, Meggan s'adapta au froid en se faisant pousser une épaisse fourrure, à la stupeur de ses parents. Son pouvoir la transforma de plus en plus en monstre, vision que ses parents avaient d'elle. Ces derniers la cachèrent et la télévision lui fit office d'instruction.
Elle rencontra Captain Britain et le combattit. Mais ils devinrent amis, et Meggan tomba vite amoureuse de lui. Après un combats contre les Warpies, elle modifia sa forme vers une silhouette qui pourrait plaire au jeune homme. Le couple d'aventuriers devint ensuite un couple d'amants. 

### Excalibur
Meggan combattit les Technet et fut un membre fondateur d'Excalibur. Pendant sa période au sein de l'équipe, elle développa une attirance vers Diablo, puis Colossus. À la base illettrée, elle reçut une éducation plus poussée par Douglock.
Quand Captain Britain devint le Gardien Omniversel de Otherworld, Meggan fut choisie comme Reine par le peuple.

### House of M
Durant ce crossover House of M, où la réalité de la Terre-616 fut réécrite par les puissants pouvoirs de la Sorcière rouge, Otherworld fut menacé. 
Captain Britain et Meggan partirent réparer le trou causée dans le nexus dimensionnel. Passant au travers, Meggan se sacrifia pour permettre à ses alliés de refermer le trou. Quand la réalité fut restaurée, Captain Britain, Psylocke et Rachel Summers furent parmi la majorité à avoir oublié tout souvenir de cette période. En résultat, Brian a ignoré le sacrifice de Meggan et pensa qu'elle était tout simplement partie sans prévenir.

### Secret Invasion
Dans Secret Invasion, pour empêcher les Skrulls de mettre la main sur le pouvoir mystique de l'Angleterre, Peter Wisdom libéra la magie noire, et un Seigneur de l'Enfer, Plotka. Au cours d'une aventure, Brian apprit que Meggan était toujours vivante, prisonnière entre les dimensions.

### En enfer
Meggan atterrit en Enfer, où ses pouvoirs la transformèrent en monstre et l'aidèrent à contrôler de faibles démons. Elle attira l'attention de Hadès, le Dieu Grec de la mort. Ils forgèrent une alliance et il guérit Meggan.
Elle passa plusieurs mois en tant que général pour l'armée de Hadès contre d'autres Seigneurs Infernaux. Elle utilisa son don pour faire ressentir aux démons de la joie, chose nouvelle pour eux, et se fit adorer comme une déesse. Elle leur fit créer un royaume infernal baptisée « Elysium », refuge pour les âmes en peine, et donna à Hadès une partie de ses conquêtes en contrepartie.

## Pouvoirs et capacités
Meggan est une mutante possédant plusieurs puissants pouvoirs : empathie, métamorphose et contrôle élémentaire. Ces trois capacités sont liées entre elles. Sa forme naturelle est celle d'une grande femme blonde, aux oreilles pointues et aux yeux noirs (son aspect rappelle Harfang de la Division Alpha)
- Meggan ressent les émotions (empathie) de toute créature vivante à proximité, et peut projeter les siennes pour influencer autrui. Elle voit psioniquement les auras psychiques ou mystiques, et peut se faire comprendre des animaux. Son pouvoir est très sensible et la rend très vulnérable à la manipulation télépathique, notamment la possession et peut être affecté par les émotions négatives, la magie, la pollution ou d’autres formes de corruptions de la nature. En fournissant un effort suffisant, elle peut s’en prémunir.
- L'empathie crée un lien psionique avec les forces naturelles de la Terre et son don de contrôle. En parlant aux éléments, elle peut modifier son environnement et affecter les écosystèmes par de multiples effets : créer de la pluie et des vents violents, commander la lave, le feu, l’électricité, le vent et la lumière, séparer l'eau, provoquer des séismes, geler ses adversaires, ou encore augmenter la température d'une cible (comme les lames de Peter Wisdom) avec facilité.
- En tant que métamorphe, Meggan peut altérer sa forme. Son pouvoir empathique prend parfois le dessus, modifiant son apparence et sa taille en fonction des besdoins. On l'a déjà vu se changer en dragon ou en chauve-souris géante, en créature de sable ou d'eau, ou encore se faire pousser une épaisse fourrure ou des branchies, pour s'adapter inconsciemment à son environnement. Sa force peut aussi augmenter grâce à son pouvoir de transformation, car elle développe sa masse musculaire en absorbant l’énergie environnante. Elle peut alors soulever plusieurs dizaines de tonnes. Cette capacité est toutefois limitée dans le temps.
- Elle peut léviter et voler à une vitesse supersonique.
- Ses pouvoirs sont plus ou moins de nature mystique et sont liés au Royaume-Uni ; elle les perd quand elle quitte les Iles. Toutefois, elle ne perd aucune capacité quand elle change de dimension.